# Rumors
"Rumors" é o primeiro single do álbum de estreia da atriz e cantora norte-americana Lindsay Lohan, intitulado Speak. Foi lançado em 21 de setembro de 2004, e embora não tenha entrado na Billboard Hot 100, chegou à 6.ª posição na Bubbling Under Hot 100 Singles e foi certificado como Ouro pela Associação da Indústria de Gravação da América (RIAA), pelas vendas de mais de 500.000 cópias.   
Conseguiu um ótimo desempenho ao redor do mundo, como na Austrália, onde chegou à 10ª posição e recebeu um certificado de Ouro pela ARIA, por mais de 35,000 cópias vendidas no país. Na Alemanha chegou à 14ª posição e na China chegou ao 2º lugar.  

## Videoclipe
O videoclipe foi dirigido por Jake Nava, que no mesmo ano dirigiu o clipe "My Prerogative" de Britney Spears. O clipe mostra Lindsay dançando em uma boate, enquanto brinca com os paparazzi que a perseguem. "Rumours" estreou em 14 de outubro de 2004 no Disney Channel e 20 de outubro na MTV, no programa Making the Video, que mostrava os bastidores antes da estréia do vídeo na programação. Foi indicado ao prêmio de Melhor Vídeo Pop no MTV Video Music Awards de 2005 e alcançou a primeira posição no Total Request Live da MTV, em 27 de outubro de 2004.

## Divulgação
Lohan apresentou "Rumors" no Good Morning America em 6 de dezembro de 2004. Em 31 de dezembro, ela apresentou o single no especial de ano novo da MTV "Iced Out New Year's Ev, na Times Square.

## Desempenho nas paradas
| Paradas (2004)                   | Posição |
| -------------------------------- | ------- |
| Billboard Bubbling Under Hot 100 | 6       |
| Billboard Mainstream Top 40      | 24      |
| Austrália ARIA                   | 10      |
| Alemanha Official German Charts  | 14      |
| Áustria Ö3 Austria Top 40        | 23      |
| China Top 40                     | 2       |
| Bélgica Ultratop                 | 4       |
| Ucrânia FDR Pop                  | 4       |
| Suíça Swiss Hitparade            | 30      |
| Suécia Swedish Charts            | 34      |
| Eurochart Hot 100 Singles        | 51      |

## Certificações
| País                  | Certificação | Vendas   |
| --------------------- | ------------ | -------- |
| Austrália (ARIA)      | Ouro         | 35,000^  |
| Estados Unidos (RIAA) | Ouro         | 500,000^ |